# سوم ازبکستان
سُوم ازبکستان (به انگلیسی: Uzbekistani som) (به ازبکی: O‘zbek so‘m / Ўзбек сўм) با کد ایزوی UZS، یکای پول رایج در کشور ازبکستان است. مسئولیت کنترل این یکای پول برعهدهٔ بانک مرکزی جمهوری ازبکستان قرار دارد.

## اسکناس‌ها
پول ملی ازبکستان عبارت است از اسکناس‌هایی به ارزش ۱، ۳، ۵، ۱۰، ۲۵، ۵۰، ۱۰۰، ۲۰۰، ۵۰۰، ۱٬۰۰۰، ۲٬۰۰۰، ۵٬۰۰۰، ۱۰٬۰۰۰، ۲۰٬۰۰۰ و ۵۰٬۰۰۰ سوم و همچنین سکه‌های ۱، ۵، ۱۰، ۲۵، ۵۰، ۱۰۰ و ۵۰۰ سوم. البته سکه‌های کوچک‌تری نیز وجود دارند (۱، ۳، ۵، ۱۰، ۲۰ و ۵۰) که از آن‌ها به عنوان «تین» یاد می‌شود.

### سوم نخست
بانک ملی ازبکستان نخستین اسکناس‌های سوم را در سال ۱۹۹۳ چاپ کرد که طراحی همه آنها یکسان بود: نشان ملی ازبکستان بر روی اسکناس با مدرسه‌های اسلامی میدان ریگستان سمرقند در پشت آن. همراه اسکناس‌های سوم نخست هیچ سکه‌ای ضرب نشد.
| نگاره | نگاره | بها        | ابعاد به میلی‌متر |
| رو    | پشت   | بها        | ابعاد به میلی‌متر |
| ----- | ----- | ---------- | ---------------- |
|       |       | ۱ سوم      | ۱۲۰ × ۶۱         |
|       |       | ۳ سوم      | ۱۲۰ × ۶۱         |
|       |       | ۵ سوم      | ۱۲۰ × ۶۱         |
|       |       | ۱۰ سوم     | ۱۲۰ × ۶۱         |
|       |       | ۲۵ سوم     | ۱۲۰ × ۶۱         |
|       |       | ۵۰ سوم     | ۱۴۴ × ۶۹         |
|       |       | ۱۰۰ سوم    | ۱۴۴ × ۶۹         |
|       |       | ۲۰۰ سوم    | ۱۴۴ × ۶۹         |
|       |       | ۵۰۰ سوم    | ۱۴۴ × ۶۹         |
|       |       | ۱,۰۰۰ سوم  | ۱۴۴ × ۶۹         |
|       |       | ۵,۰۰۰ سوم  | ۱۴۴ × ۶۹         |
|       |       | ۱۰,۰۰۰ سوم | ۱۴۴ × ۶۹         |

### سوم دوم
در تاریخ ۱ ژوئیه ۱۹۹۴ سوم دوم معرفی و هر سوم دوم با صد سوم نخست برابر در نظر گرفته شد.
بر روی هر یک از اسکناس‌ها عکس‌هایی از نمادهای ملی ازبکستان طراحی شده و در پشت آن‌ها تصویرهای مکان‌های تاریخی و فرهنگی این کشور جای داده شده‌اند. به عنوان مثال بر روی اسکناس ۱۰۰ سومی تصویر مجموعه معماری «کاخ استقلال» آمده و بر روی اسکناس ۲۰۰ سومی می‌توان عکس مدرسهٔ شیردار شهر تاریخی سمرقند را مشاهده کرد که شیر در حال حمل خورشید می‌باشد. در اسکناس ۵۰۰ سومی تندیس امیر تیمور و در اسکناس ۱,۰۰۰ سومی عکس موزه وی که در شهر تاشکند است به تصویر کشیده شده‌است.
پول ۵,۰۰۰ سومی از اول ژوئیۀ ۲۰۱۳ وارد گردش مالی این کشور شده و بر روی آن تصویر ساختمان پارلمان ازبکستان آمده‌است. البته بر روی برخی از سکه‌ها که به خصوص سال‌های اخیر معرفی شده‌اند عکس‌های شخصیت‌های تاریخی ازبک و انواع ورزش‌های مهم و رایج در این کشور را نیز می‌توان دید. همچنین بر روی همهٔ سکه‌ها می‌توان آرم ازبکستان و نقشهٔ این کشور را مشاهده کرد که زیر آن متن «بانک ملی ازبکستان» نوشته شده است. همچنین تغییر سامانه نوشتاری زبان ازبکی از سیریلیک به لاتین در اسکناس‌های سوم دوم به چشم می‌خورد.
| سری ۱۹۹۴-۲۰۱۹ | سری ۱۹۹۴-۲۰۱۹ | سری ۱۹۹۴-۲۰۱۹ | سری ۱۹۹۴-۲۰۱۹        | سری ۱۹۹۴-۲۰۱۹                                        | سری ۱۹۹۴-۲۰۱۹                               | سری ۱۹۹۴-۲۰۱۹ | سری ۱۹۹۴-۲۰۱۹  | سری ۱۹۹۴-۲۰۱۹ |
| نگاره | نگاره         | بها           | رنگ                  | شرح                                                  | شرح                                         | تاریخ چاپ     | تاریخ انتشار   | خروج از گردش  |
| رو | پشت           | بها           | رنگ                  | رو                                                   | پشت                                         | تاریخ چاپ     | تاریخ انتشار   | خروج از گردش  |
| --- | ------------- | ------------- | -------------------- | ---------------------------------------------------- | ------------------------------------------- | ------------- | -------------- | ------------- |
| |               | ۱ سوم         | سبز و صورتی          | نشان ملی ازبکستان                                    | تئاتر باله و اپرای علی‌شیر نوایی در تاشکند   | ۱۹۹۴          | ۱ ژوئیه ۱۹۹۴   | ۱ مارس ۲۰۲۰   |
| |               | ۳ سوم         | قرمز                 | نشان ملی ازبکستان                                    | آرامگاه چشمه ایوب در بخارا                  | ۱۹۹۴          | ۱ ژوئیه ۱۹۹۴   | ۱ مارس ۲۰۲۰   |
| |               | ۵ سوم         | آبی و نارنجی         | نشان ملی ازبکستان و نقش اسلامی                       | یادمان علی‌شیر نوایی در تاشکند               | ۱۹۹۴          | ۱ ژوئیه ۱۹۹۴   | ۱ مارس ۲۰۲۰   |
| |               | ۱۰ سوم        | ارغوانی              | نشان ملی ازبکستان و نقش اسلامی                       | گور امیر در سمرقند                          | ۱۹۹۴          | ۱ ژوئیه ۱۹۹۴   | ۱ مارس ۲۰۲۰   |
| |               | ۲۵ سوم        | آبی و صورتی          | نشان ملی ازبکستان و نقش اسلامی                       | آرامگاه شاه زنده در سمرقند                  | ۱۹۹۴          | ۱ ژوئیه ۱۹۹۴   | ۱ مارس ۲۰۲۰   |
| |               | ۵۰ سوم        | قهوه‌ای               | نشان ملی ازبکستان و نقش اسلامی                       | سه مدرسه اسلامی درریگستان سمرقند            | ۱۹۹۴          | ۱ ژوئیه ۱۹۹۴   | ۱ ژوئیه ۲۰۱۹  |
| |               | ۱۰۰ سوم       | صورتی                | نشان ملی ازبکستان و نقش اسلامی                       | کاخ دوستی میان مردم در تاشکند               | ۱۹۹۴          | ۱ ژوئیه ۱۹۹۴   | ۱ ژوئیه ۲۰۱۹  |
| |               | ۲۰۰ سوم       | سبز                  | نشان ملی ازبکستان                                    | شیر و خورشید مدرسه شیردار در ریگستان سمرقند | ۱۹۹۷          | ۱ مارس ۱۹۹۷    | ۱ ژوئیه ۲۰۲۰  |
| |               | ۵۰۰ سوم       | قرمز و کمی سبز       | نشان ملی ازبکستان                                    | تندیس تیمور در تاشکند                       | ۱۹۹۹          | ۱ ژوئن ۲۰۰۰    | ۱ ژوئیه ۲۰۲۰  |
| |               | ۱,۰۰۰ سوم     | خاکستری              | نشان ملی ازبکستان                                    | موزه امیر تیمور در تاشکند                   | ۲۰۰۱          | ۱ سپتامبر ۲۰۰۱ | در گردش       |
| |               | ۵,۰۰۰ سوم     | سبز                  | نشان ملی ازبکستان                                    | پارلمان ازبکستان (مجلس عالی) در تاشکند      | ۲۰۱۳          | ۱ ژوئیه ۲۰۱۳   | در گردش       |
| |               | ۱۰,۰۰۰ سوم    | آبی                  | نشان ملی ازبکستان                                    | مجلس سنای ازبکستان در تاشکند                | ۲۰۱۷          | ۱۰ مارس ۲۰۱۷   | در گردش       |
| |               | ۵۰,۰۰۰ سوم    | بنفش                 | نشان ملی ازبکستان، ارگ آزادی در میدان استقلال تاشکند | کاخ انجمن‌ها در تاشکند                       | ۲۰۱۷          | ۲۲ اوت ۲۰۱۷    | در گردش       |
| |               | ۱۰۰,۰۰۰ سوم   | نارنجی و قهوه‌ای روشن | نشان ملی ازبکستان، الغ‌بیگ، سامانه خورشیدی            | رصدخانه الغ‌بیگ در سمرقند، نقشه ازبکستان     | ۲۰۱۹          | ۲۵ فوریه ۲۰۱۹  | در گردش       |
| These images are to scale at 0.7 pixels per millimeter. For table standards, see the banknote specification table. |               |               |                      |                                                      |                                             |               |                |               |

| نگاره | نگاره | بها         | ابعاد       | رنگ | رنگ           | شرح                                                                                                | شرح | شرح          | تاریخ | تاریخ          | منبع.  |
| رو | پشت   | بها         | ابعاد       | رنگ | رنگ           | رو                                                                                                 | پشت | ته‌نقش        | چاپ   | انتشار         | منبع.  |
| --- | ----- | ----------- | ----------- | --- | ------------- | -------------------------------------------------------------------------------------------------- | --- | ------------ | ----- | -------------- | ------ |
| |       | ۲,۰۰۰ سوم   | ۱۴۲ × ۶۹ mm |     | قرمز          | ارگ بخارا، راه‌های کاروان بر روی نقشه ازبکستان، نقش‌های پارچه خان‌اطلس، نشان ملی ازبکستان             | ویرانه‌های ورخشه باستانی راه کاروان بایکند، دیگ سفالین و صنایع دستی، شتر | شتر و ۲۰۰۰   | ۲۰۲۱  | ۱۴ ژوئن ۲۰۲۱   | [ ۷ ]  |
| |       | ۵,۰۰۰ سوم   | ۱۴۲ × ۶۹ mm |     | سبز           | مدرسه شیردار در سمرقند، نشان ملی ازبکستان                                                          | یادمان‌های باستانی افراسیاب متعلق به سده پنجم و هشتم پیش از میلاد، پارچ سفالین سده دهم میلادی و کاسه سرامیکی دارای نقش برجسته پیدا شده در ویرانه‌های افراسیاب                             | شتر و ۵۰۰۰   | ۲۰۲۱  | ۲۰ اوت ۲۰۲۱    | [ ۸ ]  |
| |       | ۱۰,۰۰۰ سوم  | ۱۴۷ × ۶۹ mm |     | آبی           | جاده ابریشم، یادمان معماری مدرسه اسلامی کوکلداش در تاشکند، نشان ملی ازبکستان                       | قدیمی‌ترین یادمان تاشکند که قدمتش به سده یکم پیش از میلاد برمی‌گردد، یادمان باستان‌شناسی شوش‌تپه، سرامیک‌های باستانی تاشکند، سفال‌های سده دهم و دوازدهم میلادی، ابزارهای خانگی سده دهم میلادی | شتر و ۱۰۰۰۰  | ۲۰۲۱  | ۲۰ اوت ۲۰۲۱    | [ ۹ ]  |
| |       | ۲۰,۰۰۰ سوم  | ۱۴۷ × ۶۹ mm |     | نیلی سیر      | یادمان باستان‌شناسی جانباخ‌قلعه، راه‌های کاروان بر روی نقشه ازبکستان، نقش‌های پارچه، نشان ملی ازبکستان | سفال سده ششم پیدا شده در دریاچه آرال و دریای مازندران، طرح گل‌دوزی | شتر و ۲۰۰۰۰  | ۲۰۲۱  | ۱۴ ژوئن ۲۰۲۱   | [ ۱۰ ] |
| |       | ۵۰,۰۰۰ سوم  | ۱۴۷ × ۶۹ mm |     | ارغوانی       | آرامگاه حکیم ترمذی در سرخان‌دریا، راه‌های کاروان بر روی نقشه ازبکستان، نشان ملی ازبکستان             | یادمان باستان‌شناسی فیاض‌تپه در سرخان‌دریا، کبوتر پران، سفال سده هفدهم میلادی پیدا شده در ساپاللی‌تپه                                                                                       | شتر و ۵۰۰۰۰  | ۲۰۲۱  | ۲۲ دسامبر ۲۰۲۱ | [ ۱۱ ] |
| |       | ۱۰۰,۰۰۰ سوم | ۱۵۲ × ۶۹ mm |     | نارنجی        | ایچان‌قلعه در خیوه خوارزم، راه‌های کاروان بر روی نقشه ازبکستان، نشان ملی ازبکستان                    | یادمان دژ باستانی انگکه‌قلعه در خوارزم، سکه سیمین سده یک پیش از میلاد، سفال سده دهم میلادی پیدا شده در خوارزم                                                                            | شتر و ۱۰۰۰۰۰ | ۲۰۲۱  | ۲۲ دسامبر ۲۰۲۱ | [ ۱۲ ] |
| |       | ۲۰۰,۰۰۰ سوم | ۱۵۲ × ۶۹ mm |     | فیروزه‌ای روشن | کاخ خدایارخان در خوقند فرغانه، راه‌های کاروان بر روی نقشه ازبکستان، نشان ملی ازبکستان               | یادمان باستان‌شناسی کهن در فرغانه، انار، مار دوسر و کاسه سرامیکی | شتر و ۲۰۰۰۰۰ | ۲۰۲۲  | ۱۵ ژوئن ۲۰۲۲   | [ ۱۳ ] |
| These images are to scale at 0.7 pixels per millimeter. For table standards, see the banknote specification table. |       |             |             |     |               | | |              |       |                |        |

ارزش پول ملی ازبکستان در مقایسه با دلار، ۱۰٬۳۴۰ سوم معادل یک دلار آمریکا است.